# Kathalijne Buitenweg

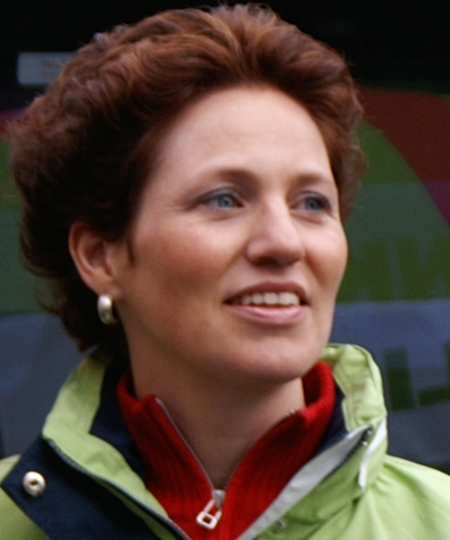
Kathalijne Buitenweg

Kathalijne Maria Buitenweg (* 27. März 1970 in Rotterdam) ist eine niederländische Politikerin der Partei GroenLinks.

## Leben
Nach ihrer Schulzeit studierte Buitenweg Geschichte an der Universität Amsterdam, wo sie sich auf die Studienbereiche Europastudien und Amerikanistik spezialisierte. Neben ihrem Studium wurde Buitenweg politisch engagiert und Mitglied der Partei GroenLinks.
Von 1999 bis 2009 war Buitenweg zwei Legislaturperioden Abgeordnete im Europaparlament. Buitenweg ist mit dem Politiker Maarten van Poelgeest verheiratet und hat mit ihm zwei Kinder.